# Arachnis maingayi
Arachnis maingayi är en orkidéart som först beskrevs av Joseph Dalton Hooker, och fick sitt nu gällande namn av Rudolf Schlechter. Arachnis maingayi ingår i släktet Arachnis och familjen orkidéer. Inga underarter finns listade i Catalogue of Life.